# Coccygidium snyderi
Coccygidium snyderi är en stekelart som först beskrevs av William Harris Ashmead 1900.  Coccygidium snyderi ingår i släktet Coccygidium och familjen bracksteklar. Inga underarter finns listade i Catalogue of Life.